# Абдурахман II
Абдурахман II (арап. عبد الرحمن الثاني‎; Толедо, 792 — Кордоба, 22. септембар 852) био је емир Кордобе (822—852).

## Биографија
Абдурахман се родио 792. године у Толеду као син Ел Хакама, тада још увек наследника кордопског емира Хишама I. За време очеве владавине учествовао је у масакру над племићима и угледним грађанима Толеда због побуне. Постао је емир Кордобе након очеве смрти 822. године.
Велики део владавине посветио је рату против астуријског краља Алфонса II, успевши на крају да спречи његово напредовање према југу. По легенди, после Алфонсове смрти, његов наследник Рамиро I је поразио Абдурахмана у бици код Клавихоа 844. године. Још од самог почетка био је увучен и у ратове против Бану Касија, који су владали Сарагосом, Туделом и Уеском. Под Мусом II они су се у том тренутку налазили на врхунцу моћи и успевали су да одбију нападе из Кордобе.
Године 837. избила је побуна хришћана и Јевреја у Толеду. Абдурахман је угушио побуну и, настојећи да их предупреди у будућности, натерао је локалне црквене поглаваре да сазову сабор којим су изричито забранили хришћанским верницима да траже мучеништво. Нова побуна против власти Кордопског емирата избила је 843. године. Побуну су подржали Ињиго Ариста, краљ Памплоне, и Муса II Бану Каси, али се Абдурахман лако обрачунао са њима. Ињиго је чак био тешко рањен, услед чега је остао парализован до краја живота. Победу су пратиле сурове емирове одмазде.
Године 844. Викинзи су се искрцали код Кадиза, освојили Севиљу без тврђаве и напали саму Кордобу. Пошто су нападачи још увек били склонији организовању пљачкашких похода него ангажовању у дуготрајнијим оружаним сукобима, Абдурахман је успео без много проблема да их потисне. Међутим, свестан да неће успети да се одупре њиховим евентуалним новим нападима, емир је одлучио да одмах формира сопствену флоту.
Абдурахман је више пута улазио у сукобе са Каролиншким царством. Током грађанског рата који се водио у Франачкој од 840. до 843. године, гусари Ал Андалуза су пљачкали њене обале. Касније се умешао у унутрашње сукобе Западне Франачке подржавши Вилијeма од Септиманије против краља Карла Ћелавог.
Дана 22. септембра 852. године, Абдурахман II је умро у Кордоби. На престолу га је наследио син Мухамед.
Емир Абдурахман II је био познат као покровитељ уметности. Проширио је велику џамију у Кордоби и основао је град Мурсију. Међутим, по питању вере био је бескомпромисан. Крајем владавине почео је спроводити погубљења над непокорним хришћанима који су постали познати као Кордопски мученици.